# Југославија на Европском првенству у атлетици на отвореном 1946.
Југославија је учествовала на 3. Европском првенству у атлетици на отвореном 1946. одржаном од 22. до 25. августа на Бислет стадиону у Ослу (Норвешка). Била је једна од 20 земља учесница, са 7 атлетичара који су се такмичили у 8 дисциплина.
На овом такмичењу учесници из Југославије нису освојили ниједну медаљу, нису оборили ниједан рекорд, нити су постигли неки запаженији резултат.
После овог првенства Југославија је остала у групи земаља које на европским првенствима нису освајале медаље.

## Учесници
- Марко Рачич, АК Партизан Београд — 100 м, 200 м
- Маријан Сланац, АК Младост Загреб — 100 м
- Петар Вуковић, АК Партизан Београд — Скок увис
- Данило Жерјал, АК Партизан Београд — Бацање диска
- Иван Губијан, АК Партизан Београд — Бацање кладива
- Даворин Марчеља, АК Младост Загреб — Десетобој
- Марјан Урбић, АК Младост Загреб — Десетобој

## Резултати

### Мушкарци
| Атлетичар      | Дисциплина    | Лични рекорд | Квалификације   | Квалификације   | Финале               | Финале         | Детаљи |
| Атлетичар      | Дисциплина    | Лични рекорд | Резултат        | Место           | Резултат             | Место          | Детаљи |
| -------------- | ------------- | ------------ | --------------- | --------------- | -------------------- | -------------- | ------ |
| Маријан Сланац | 100 м         |              | 11,0            | 5. у гр. 3      | Није се квалификовао | = 15 / 23 (24) |        |
| Марко Рачич    | 100 м         |              | Дисквалификован | Дисквалификован | Није се квалификовао | БП             |        |
| Марко Рачич    | 200 м         |              | 23,6            | 6. у гр. 3      | Није се квалификовао | 21. / 22       |        |
| Петар Вуковић  | скок увис     | 1,88 НР      |                 |                 | 1,85                 | 12. / 15       |        |
| Данило Жерјал  | бацање диска  | 46,66        | 44,31           | 10              | Није се квалификовао | 10. / 16       |        |
| Иван Губијан   | бацање клдива | 52,04 НР     | 45,11           | 11.             | Није се квалификовао | 11. / 11       |        |

## Десетобој
Учествовало је 16 десетобијаца, од који четворица нису завршила такмичење.
| Место | Име             | 100 м | даљ  | кугла | вис  | 400 мm | 110 м пр. | диск  | мотка | копље | 1.500м | Бод           | Бел. |
| ----- | --------------- | ----- | ---- | ----- | ---- | ------ | --------- | ----- | ----- | ----- | ------ | ------------- | ---- |
| 9.    | Даворин Марчеља | 12,2  | 6,32 | 12,47 | 1,66 | 54,0   | 17,4      | 38,92 | 3,00  | 51,65 | 4:55,6 | 5.762 (5.994) |      |
| 12.   | Маријан Урбић   | 11,8  | 6,45 | 10,34 | 1,66 | 54,2   | 17,3      | 29,79 | 3,10  | 51,51 | 4:51.2 | 5.605 (5.738) |      |

- Код бодовања постоје два резултата. Први је према важећим таблицанма, а у загради по таблицама које су важиле када је такмичење одржано.

## Биланс медаља Југославије после 3. Европског првенства на отвореном 1934—1946.
|     | ЕП           |   |   |   |   | УП |
| 1—3 | 1934.— 1946. | 0 | 0 | 0 | 0 | -  |
| 1-3 | Укупно       | 0 | 0 | 0 | 0 | -  |

|                                        | Атлетичар/ка                           |                                        |                                        |                                        |                                        |                                        |
| Није било вишеструких освајача медаља. | Није било вишеструких освајача медаља. | Није било вишеструких освајача медаља. | Није било вишеструких освајача медаља. | Није било вишеструких освајача медаља. | Није било вишеструких освајача медаља. | Није било вишеструких освајача медаља. |
| -------------------------------------- | -------------------------------------- | -------------------------------------- | -------------------------------------- | -------------------------------------- | -------------------------------------- | -------------------------------------- |